# Decoratieve kunst
Decoratieve kunst is een aantal soorten kunst en handwerken waarbij decoratieve en functionele werken worden gemaakt van een groot scala aan materialen, waaronder keramiek, hout, glas, metaal, textiel en vele andere. Onder decoratieve kunst vallen keramiek, glaskunst, meubilair en ander huisraad en binnenhuisarchitectuur, maar architectuur meestal niet.
Decoratieve kunst wordt ook als synoniem voor toegepaste kunst gebruikt, maar de tweede wordt ook als een overkoepelende benaming gebruikt voor decoratieve kunst, grafische vormgeving en industriële vormgeving, waarbij de laatste twee soms kunnen overlappen met decoratieve kunst. Hedendaags werk wordt weinig decoratieve kunst genoemd, meestal industriële vormgeving. Decoratieve kunst wordt in de kunstgeschiedenis vaak met het Engelse minor arts aangeduid.
Decoratieve kunst werd vroeger kunstnijverheid of gebruikskunst genoemd, maar ook die zijn pas in het midden 19e eeuw in gebruik geraakt. Daarvoor was het kunstindustrie of nijvere kunsten, maar in Nederland bleef het woord kunstnijverheid het meest gebruikelijk. De decoratieve kunsten worden vaak tegenover de schone kunsten geplaatst, waaronder schilderkunst, tekenkunst, fotografie en grootschalige beeldhouwkunst, die meestal geen functie van zichzelf hebben anders dan dat ze kunnen worden bekeken. Sommigen maken een onderscheid tussen decoratieve en schone kunsten op basis van functionaliteit, beoogd doel, importantie, status als een unieke creatie of werk van een enkele artiest. Decoratieve kunst kan zowel onverplaatsbaar als verplaatsbaar zijn. Behang kan niet worden verplaatst, lampen wel. 